# Mongolocleonus
Mongolocleónus — рід жуків родини Довгоносики (Curculionidae).

## Зовнішній вигляд
Жуки цього роду мають середні розміри, довжина їх тіла коливається в межах 10-14.5  мм. Основні ознаки:
- тіло густо вкрите лусочками, що щільно прилягають до нього;
- головотрубка майже вдвічі довша за свою ширину, без серединного кілю, з товстими боками, закругленими у вигляді валиків;
- стволик вусиків не довший за перші три членики їх джгутика, його 1-й членик ледь довший за 2-й, а 2-й — ледь довший за 3-й, булава видовжена, із загостреною вершиною;
- передньоспинка на чверть ширша за свою довжину, звужена біля вершини, з ямкою посередині заднього краю, вздовж боків із світлими смугами, на яких є 3-4 чорних блискучих бугорця;
- надкрилля найширші біля середини, до вершини звужені і загострені, за серединою із широкою світлою перев'яззю та невиразними світлими плямами.

## Спосіб життя
Невідомий, ймовірно, він типовий для Cleonini. Єдиний вид, описаний у цьому роді, знайдений у пустелі.

## Географічне поширення
Рід є ендеміком Монголії та прилеглих районів Північного Китаю (див. нижче).

## Класифікація
У цьому роді описаний один вид:
- Mongolocleonus gobiensis (Ter-Minasyan, 1974) — Монголія, Північний Китай